# جيني (أورن)
جيني هي بلدية في أورن في شمال غرب فرنسا.